# Schwarzsee (sjö i Schweiz)
Schwarzsee är en sjö i Schweiz. Den ligger i den centrala delen av landet, 30 km söder om huvudstaden Bern. Schwarzsee ligger 1 044 meter över havet. Arean är 0,47 kvadratkilometer. Den sträcker sig 1,1 kilometer i nord-sydlig riktning, och 0,8 kilometer i öst-västlig riktning.
I omgivningarna runt Schwarzsee växer i huvudsak blandskog. Runt Schwarzsee är det ganska glesbefolkat, med 22 invånare per kvadratkilometer.